# American Football League
La American Football League (AFL) va ser una lliga professional de futbol americà que es disputà entre els anys 1960 i 1969. L'any 1970, la AFL s'uní a la National Football League.

## Equips
Els equips fundadors de l'AFL van ser:
- Eastern Division
  - Boston Patriots (actualment New England Patriots)
  - Buffalo Bills
  - Houston Oilers (actualment Tennessee Titans)
  - New York Titans (actualment New York Jets)
- Western Division
  - Dallas Texans (actualment Kansas City Chiefs)
  - Denver Broncos
  - Los Angeles Chargers (actualment San Diego Chargers)
  - Oakland Raiders

L'any 1966 s'afegí un nou club, els Miami Dolphins, i el 1968 un desè equip, els Cincinnati Bengals.

## Palmarès
- 1960: Houston Oilers 24 - Los Angeles Chargers 16
- 1961: Houston Oilers 10 - San Diego Chargers 3
- 1962: Dallas Texans 20 - Houston Oilers 17 (doble pròrroga)
- 1963: San Diego Chargers 51 - Boston Patriots 10
- 1964: Buffalo Bills 20 - San Diego Chargers 7
- 1965: Buffalo Bills 23 - San Diego Chargers 0
- 1966: Kansas City Chiefs 31 - Buffalo Bills 7
- 1967: Oakland Raiders 40 - Houston Oilers 7
- 1968: New York Jets 27 - Oakland Raiders 23
- 1969: Kansas City Chiefs 17 - Oakland Raiders 7